# État Môn
L'État Môn est une division administrative de la Birmanie. Il se trouve entre l'État Karen à l'est, la mer d'Andaman à l'ouest, et la région de Tanintharyi au sud. Il touche aussi la région de Bago  au nord et a une toute petite frontière avec la Thaïlande (province de Kanchanaburi). Sa surface est de 12 155 km2. L'État Môn possède 566 km de côtes et de nombreuses petites îles.
Sa capitale est Mawlamyaing, l'ancienne Moulmein, depuis 1974.　

## Histoire
L'occupation humaine de la Birmanie remonte à 11 000 ans, mais la première civilisation identifiable est celle des Môns. Ceux-ci ont probablement commencé à migrer depuis l'Ouest de la Chine entre 3000 et 1500 avant notre ère. Ils s'installèrent  dans le bassin de la Chao Phraya (sud de l'actuelle Thaïlande) aux alentours du VIe siècle de notre ère. Au cours des siècles suivants, ils s'étendirent vers l'ouest, dans le delta de l'Irrawaddy (sud de l'actuel Myanmar).
Selon les traditions mônes, la Suvarnabhumi (« Terre de l'Or ») mentionnée dans les édits de l'empereur Ashoka et le Dîpavamsa sri-lankais était leur premier royaume, fondé autour du port de Thaton vers 300 avant notre ère (ce qui est fortement mis en doute par les historiens). Ces traditions suggèrent que les Môns entrèrent en contact avec le Bouddhisme en recevant dès le troisième siècle avant notre ère les moines envoyés par Ashoka. Ils se convertirent en tous cas au Bouddhisme theravāda avant le VIe siècle, et adoptèrent l'écriture Pali. (voir aussi indianisation de la péninsule Indochinoise)
En 825, les môns s'étaient fermement établis dans le sud et le sud-est de l'actuel Myanmar, où ils avaient fondé les villes de Pégou (aujourd'hui Bago) et Thaton, et dès le milieu du IXe siècle ils dominaient toute la Basse-Birmanie.  

### Les royaumes môns
Le premier royaume môn connu est celui de Dvâravatî, qui disparut vers l'an 1000, lorsque sa capitale fut mise à sac par les Khmers et que la plupart de ses habitants s'enfuirent vers l'ouest, où ils fondèrent de nouveaux royaumes.
Ceux-ci furent à leur tour victimes de la pression de nouveaux peuples arrivant du nord (Birmans principalement) et ne purent se maintenir en tant qu'unités indépendantes que durant les inter-dynasties birmanes (XIIIe et XVIe siècles et quelques années au XVIIIe siècle).

### Arrivée des Britanniques
La Basse-Birmanie fut conquise par le Royaume-Uni en 1824 au cours de la première guerre anglo-birmane. Les môns aidèrent les britanniques, contre une promesse d'autonomie après la défaite de la Birmanie. Des centaines de milliers de môns émigrés au Siam revinrent dans leur patrie quand elle passa sous contrôle britannique. Cependant les promesses de restauration d'un royaume môn ne furent pas honorées.
Durant la période coloniale, Moulmein acquit une importante population anglo-birmane, un quartier de la ville fut même surnommé pour cette raison la « Petite Angleterre ». De nos jours, cette population est réduite à quelques familles, l'essentiel ayant émigré en Grande-Bretagne ou en Australie.

### L'Indépendance birmane

Drapeau du NMSP

En 1947, les Môns réclamèrent leur auto-détermination par rapport à l'Union socialiste birmane, mais le premier ministre U Nu refusa de leur accorder des droits nationaux séparés. L'armée birmane intervint dans les zones revendiquées par les séparatistes môns, ce qui provoqua une guerre civile. Les séparatistes môns formèrent le Front populaire Môn, remplacé par le Nouveau Parti de l'État Môn (NMSP) en 1962. À partir de 1949, les collines orientales de l'État (ainsi qu'une partie de la division de Thanintharyi) passèrent sous le contrôle de sa branche militaire, le Front National de Libération Môn (MNLF). Le MNLF combattait le gouvernement, mais aussi les Karens pour le contrôle du commerce frontalier avec la Thaïlande. 
En 1974, pour satisfaire partiellement les exigences séparatistes, l'État Môn, théoriquement autonome, fut formé à partir d'éléments de la région de Tanintharyi et de la région de Bago. La résistance continua jusqu'en 1995, où le NMSP et le SLORC conclurent un cessez-le-feu, et en 1996 fut fondée la Ligue de l'Unité Mône. Les troupes du SLORC continuèrent à intervenir au mépris de l'accord.
Les droits de l'homme dans l'État môn ne se sont pas améliorés depuis. Les organisations internationales ont à plusieurs reprises accusé le gouvernement de violations massives des droits de l'homme, notamment de travail forcé,, détentions arbitraires, transferts de populations, vol de terres, viols, etc.

## Démographie et géographie

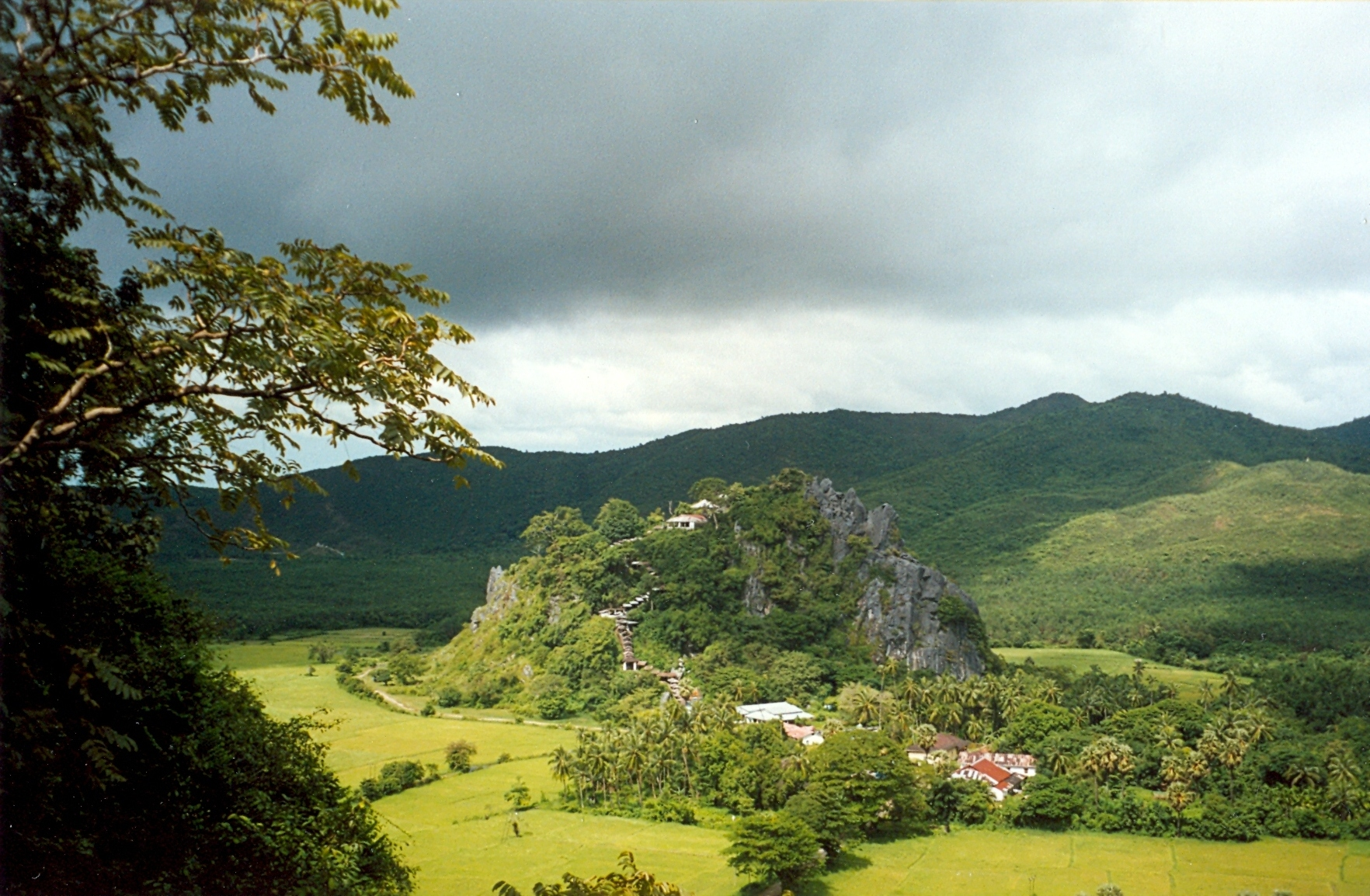
Paysage calcaire près de Mudon, au sud de Mawlamyaing.

En l'absence de données récentes sur la population de l'État, celle-ci est estimée entre 2 466 000 et 8 466 000 habitants. La majorité est d'ethnie mône. Il y a aussi un grand nombre de Birmans, ainsi que des Karens et des Pa-O et une petite population anglo-birmane résiduelle. Beaucoup de groupes sont isolés et ne parlent pas birman. La plupart sont bouddhistes.
L'État Môn est situé entre les latitudes 14° 52'et 17° 32 ' Nord et les longitudes 96° 51 ' et 98° 13 ' Est. Ses principaux cours d'eau sont la Salouen et la Sittang, qui y ont leurs estuaires.

### Climat
L'État Môn possède un climat tropical, tempéré par la basse latitude et la proximité de la mer d'Andaman. Les variations de températures sont minimes. Les températures moyennes à Mawlamyaing varient de 25,6 °C en janvier à 29,4 °C en avril.
Les précipitations annuelles atteignent 4,80 m à Mawlamyaing et 5,50 m à Thaton. Les pluies sont surtout abondantes en juillet et août.

## Économie
La surface agricole de l'état est d'environ 18 000 km2, principalement plantés de riz. L'autre culture importante est l'hévéa. Les vergers et les hévéas se trouvent surtout dans les zones montagneuses, tandis que l'économie du sud repose plus sur la pêche et les activités associées comme la production de poisson séché, de sauce de  poisson et d'agar-agar. La production de noix d'arec est aussi importante. Bien que les paysans môns essaient de préserver leurs terres héréditaires des régulations gouvernementales, certaines zones proches de l'État Karen restent en friches. Des exploitations agricoles modernes produisent aussi des noix de cajou pour l'exportation.
Parmi les autres productions, on trouve du papier, du sucre de canne et des pneus. Thaton possède une grande usine (Ka-Sa-La) de produits en caoutchouc appartenant au Ministère de l'Industrie. Les forêts couvrent environ la moitié de la surface de l'état et leur exploitation a un rôle économique important. On exploite aussi des mines de sel gemme, d'antimoine, et des carrières de granite. Ces ressources naturelles sont exploitées par les chefs de la junte militaire et des compagnies étrangères. À l'heure actuelle, un des plus gros investissements étrangers au Myanmar est destiné à l'exploitation des réserves de gaz naturel de l'état Môn.
À Mudon, près de Moulmein (Mawlamyaing), se trouve un laboratoire de recherches en agronomie spécialisé dans la culture de l'hévéa et d'autres espèces.
À l'époque du régime socialiste, l'état Môn avait développé un important commerce avec Singapour, la Malaisie et la Thaïlande, par l'intermédiaire des ports de Moulmein, Ye et du district de Thanbyuzayat. Ce commerce semi-clandestin assura un certain développement de la province, qui contraste avec la relative stagnation des périodes plus récentes.
Les projets touristiques sont importants : l'état a un bon réseau de transport. Il est relié à Rangoon par train, autobus, lignes maritimes et avion. Le nouveau pont de Moulmein (2005) permet d'aller de Ye à Pégou et Rangoun en une seule journée. Le col des Trois Pagodes permet de rejoindre la province de Kanchanaburi en Thaïlande.

## Tourisme

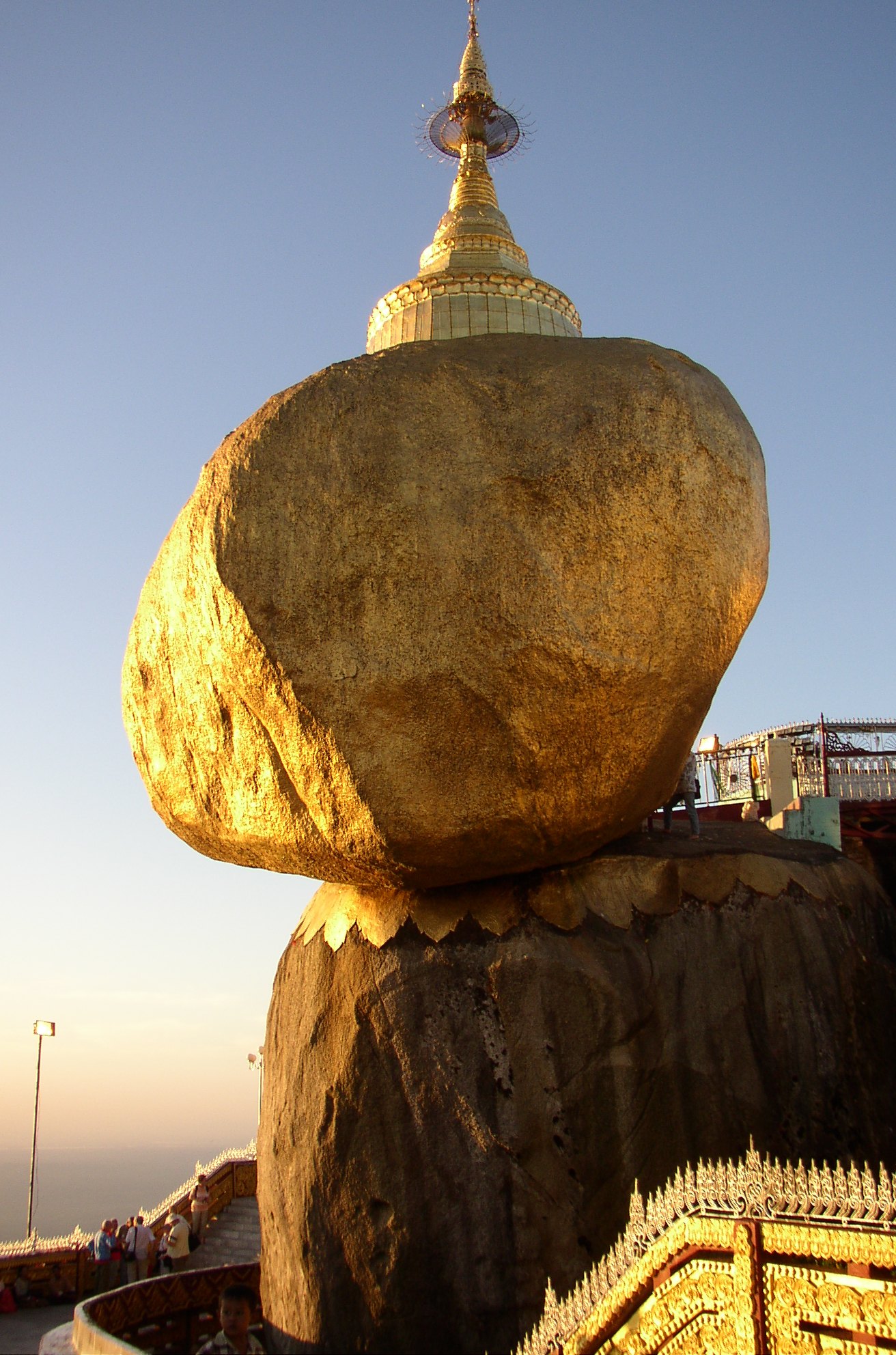
Le Rocher d'Or

- Le Rocher d'Or ou Pagode Kyaiktiyo (kyaik-isi-yo pagoda) : un énorme rocher couvert de feuilles d'or, en équilibre au sommet d'une falaise. Son miraculeux équilibre serait dû à un cheveu de Bouddha.
- Thaton : Ancienne capitale du royaume de Dvâravatî.
- Thanbyuzayat War Memorial : « chemin de fer de la mort » construit au col des Trois Pagodes par les prisonniers des japonais durant la Seconde Guerre mondiale.
- Satse et Kyaik-Kami, une importante station balnéaire.
- Belu-kyun : l'île Belu, en face de Mawlamyaing, où l'on fabrique des produits artisanaux traditionnels.

## Politique et administration
La capitale de l'état, Mawlamyaing, est la troisième ville du Myanmar (après Rangoun et Mandalay).
L'administration se trouve sous le contrôle du Commandement régional Sud-Est de l'armée birmane à Mawlamyaing et le Commandement Maritime de Mawyawaddy surveille les côtes. Des bataillons d'infanterie sont stationnés dans de nombreuses villes et Thaton abrite une Division d'infanterie légère (44e division). Ye est devenue le centre militaire du Sud de l'état avec le Commandement Opérationnel de la Défense aérienne et le Commandement des Opérations militaires 19.

## Cités, villes et villages
| Cités et districts | Villes    | Villages   |
| ------------------ | --------- | ---------- |
| Moulmein           | Mudon     | Kawt-bane  |
| Thaton             | Paung     | Kamawat    |
| Tanbyuzayat        | Beelin    | Pha-auk    |
| Ye                 | Mottama   | Pa-nga     |
| Kyaik-maraw        | Kyaikkami | Zin-gyike  |
| Kyike-hto          | Sit-taung | Thein-sake |
| Chaung-Sone        | Lamine    | Mawkanin   |
|                    |           | Ywar Lut   |

| Îles           |
| -------------- |
| Belu-kyun      |
| île Kalar-goke |